# ساحرات الهجوم
ساحرات الهجوم (بالإنجليزية: Strike Witches)‏ هي علامة تجارية إعلامية يابانية تتكون العلامة من عدة روايات خفيفة،مانغا،مسلسلات أنمي وألعاب فيديو.تدور أحداث السلسلة حول فتيات مراهقات يستخدمن آلات مثبتة بأرجلهن للقيام بقتال جوي.